# NGC 3182
NGC 3182 ist eine linsenförmige Galaxie vom Hubble-Typ S0-a im Sternbild Großer Bär. Sie ist schätzungsweise 97 Millionen Lichtjahre von der Milchstraße entfernt.
Das Objekt wurde am 8. April 1793 von Wilhelm Herschel entdeckt.